# Armoiries du Kosovo
Les armoiries du Kosovo ont été introduites mais non encore formellement adoptées à la suite de la déclaration d'indépendance de la Serbie, proclamée par le Parlement kosovar le 17 février 2008.
En langage héraldique, le blasonnement est le suivant : « d'azur à la bordure d'or, à la forme du Kosovo de même, surmontée de six étoiles d'argent placées en arc-de-cercle. » Le blason reproduit les éléments du nouveau drapeau adopté ce même jour.

## Blason de l'Administration intérimaire des Nations unies (2002-2008)
L'administration de l'Organisation des Nations unies au Kosovo avait établi un logo. Ce logo avait été approuvé par le gouvernement provisoire kosovar, mais n'était pas un blason officiel.
La Mission d'administration intérimaire des Nations Unies au Kosovo a publié deux règlements se rapportant à l'utilisation de logos sur les sceaux officiels et les timbres et sur l'utilisation de logos par les institutions temporaires kosovares.
Le règlement UNMIK/REG/2000/30 du 20 mai 2000 sur les tampons et les en-têtes des documents officiels des cours de justice, des parquets et des prisons prévoit que les tampons et les en-têtes des lettres des cours de justice et parquets et des prisons pénaux doivent contenir « l'emblème des Nations unies avec "UNMIK" ajouté au haut de l'emblème et du mot "Kosovo" en albanais, en serbe et en anglais. »
La directive administrative n° 2003/15  du 2 juillet 2003 exécutant le règlement UNMIK n° 2001/9 sur un cadre constitutionnel pour le gouvernement provisoire du Kosovo établit le logo approuvé par les institutions temporaires.

Blason de l'Administration intérimaire des Nations unies au Kosovo (2002-2008)
Sceau du président de la République du Kosovo (2008)